# Virrat
Virrat (suédois : Virdois) est une ville du centre-ouest de la Finlande. Elle se situe au nord de la région du Pirkanmaa.

## Géographie
C'est la plus grande commune de la région, dont elle occupe une large partie au nord-est. La ville est construite au milieu d'un labyrinthe de lacs, prolongements du Näsijärvi vers le nord. En conséquence, la voie navigable vers Tampere a longtemps été une des plus importantes liaisons par voie lacustre de Finlande.
On y trouve 269 lacs couvrant 10,5 % du territoire et 1 000 km de berges, au bord desquelles 2 400 maisons de vacances sont construites.
Les plus grands lacs de Virrat sont le Vaskivesi–Visuvesi, Toisvesi et le Seinäjärvi.
Le Seinäjärvi et ses proches voisins se déversent dans la rivière Seinäjoki qui rejoint le  Kyrönjoki qui lui-même se déverse dans le golfe de Botnie à l'est de Vaasa.
Le nord de la commune, traversé par la moraine de Suomenselkä, est plus vallonné et sauvage que le sud.
Virrat est bordée par les municipalités et régions suivantes :
- côté Pirkanmaa, Vilppula au sud-est, Ruovesi au sud, Kuru au sud-ouest, Kihniö à l'ouest ;
- en Ostrobotnie du Sud, Seinäjoki au nord-ouest, Alavus au nord et Ähtäri au nord-est ;
- enfin, à l'est, Keuruu en Finlande-Centrale.

## Démographie
Depuis 1980, l'évolution démographique de Virrat est la suivante:
| Année      | 1980  | 1985  | 1990  | 1995  | 2000  | 2005  |
| ---------- | ----- | ----- | ----- | ----- | ----- | ----- |
| population | 9 621 | 9 391 | 9 143 | 8 879 | 8 236 | 7 851 |

| Année      | 2010  | 2015  | 2020  |
| ---------- | ----- | ----- | ----- |
| population | 7 514 | 7 002 | 6 536 |

## Transport
La ville est traversée par la nationale 23 Pori (154 km) - Jyväskylä (115 km), ainsi que par plusieurs autres routes régionales comme la kantatie 66, la kantatie 68 et la kantatie 65 qui la relient aisément au reste du pays.
Tampere est à 106 km et Helsinki à 270 km.

### Centres-villes proches
- Seinäjoki 90 km
- Jyväskylä 114 km
- Pori 152 km
- Tampere 105 km

### Distances routières
- Helsinki 285 km
- Kouvola 276 km
- Hanko 385 km
- Turku 255 km
- Vaasa 174 km
- Kalajoki 279 km
- Varkaus 242 km
- Joensuu 361 km
- Kajaani 401 km
- Oulu 417 km
- Kuusamo 626 km
- Rovaniemi 637 km
- Utsjoki 1087 km
- Kilpisjärvi, Enontekiö 1005 km

### Gares ferroviaires proches
- Keuruu Gare ferroviaire d'Haapamäki 39 km
- Ähtäri Gare ferroviaire de Myllymäki 52 km
- Töysä Gare ferroviaire de Tuuri  51 km

## Jumelages
| Ville | Ville                           | Pays | Pays     |
| ----- | ------------------------------- | ---- | -------- |
|       | Aulum-Haderup Municipality (en) |      | Danemark |
|       | Gol                             |      | Norvège  |
|       | Årjäng                          |      | Suède    |

## Personnalités
- I. K. Inha, écrivain
- Katja Kilpi, sauteuse en hauteur
- Pirkko Korkee, skieur
- Tuula Laaksalo, lanceuse de javelot
- Onni Tarjanne, architecte

## Galerie

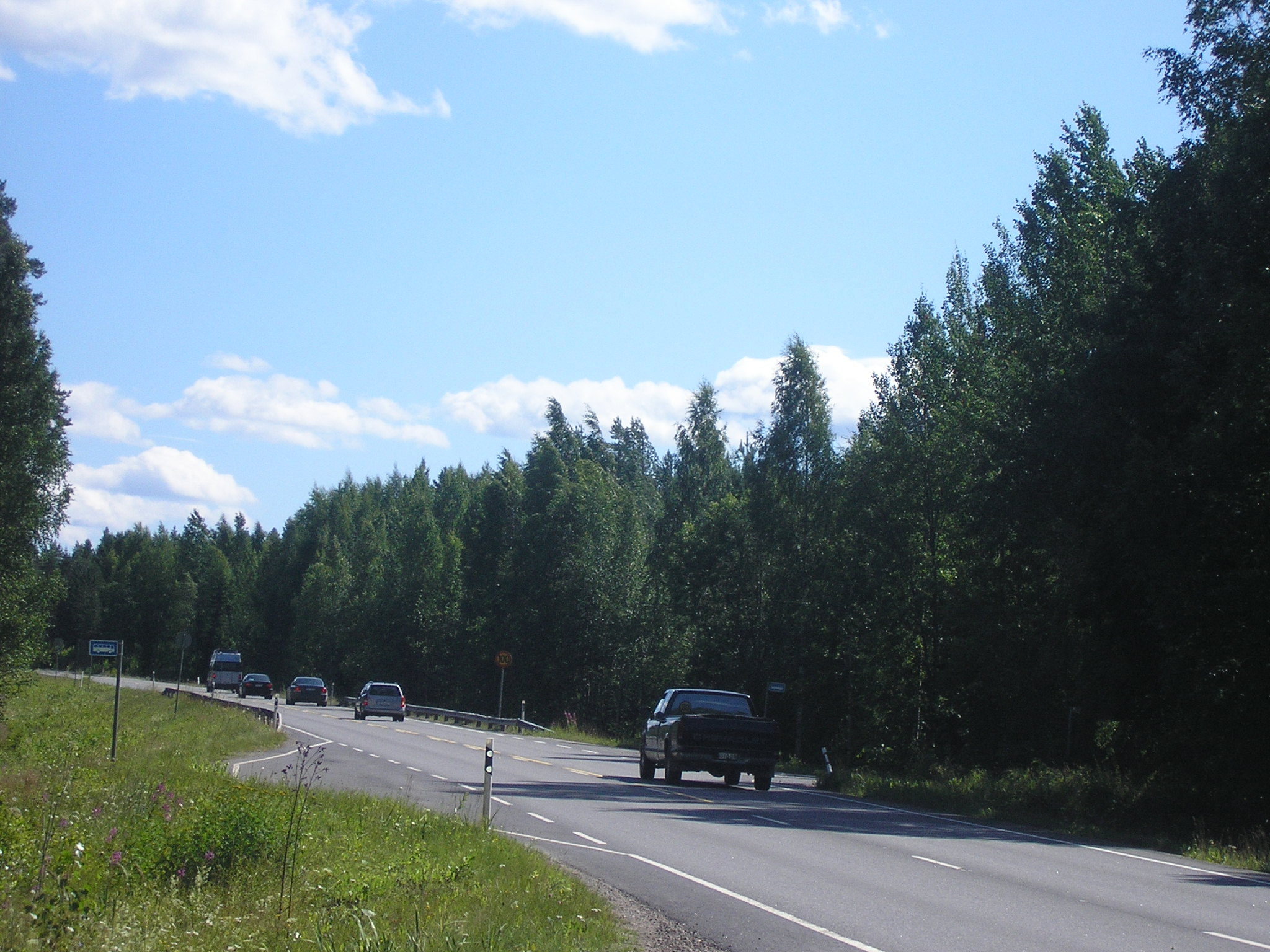
La kantatie 66 à Virrat.
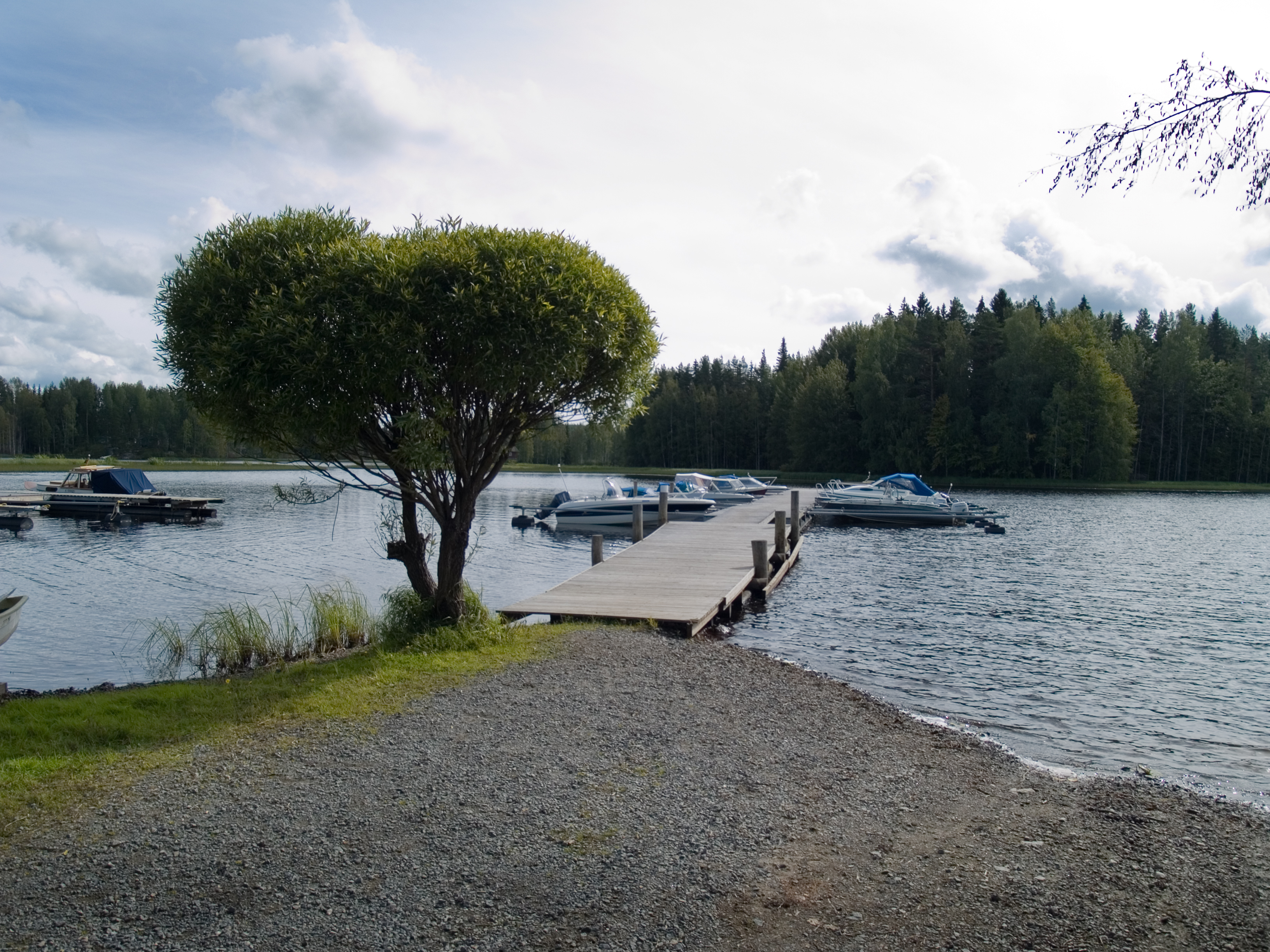
Port à Kotala.
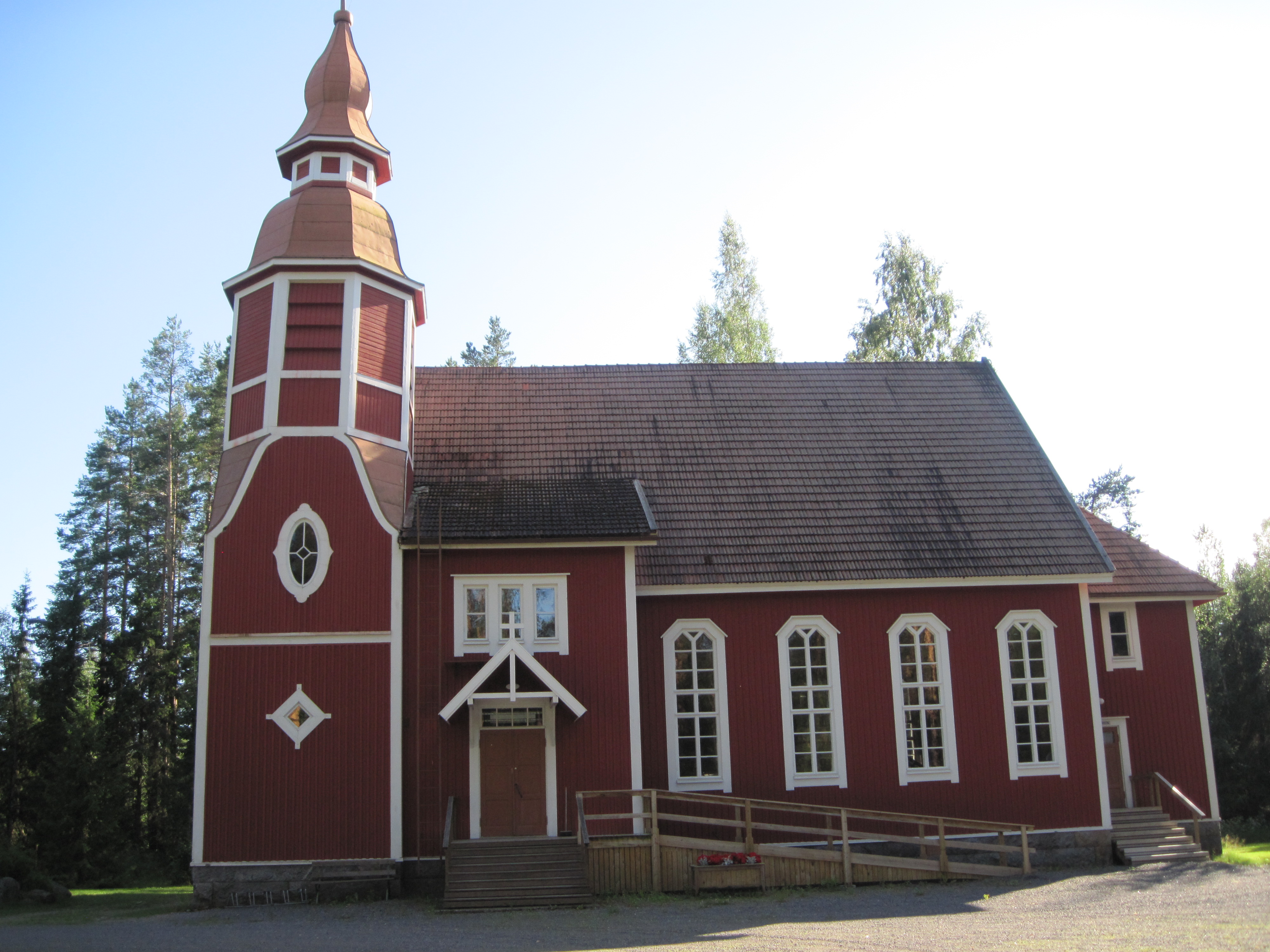
Église de Killinkoski.
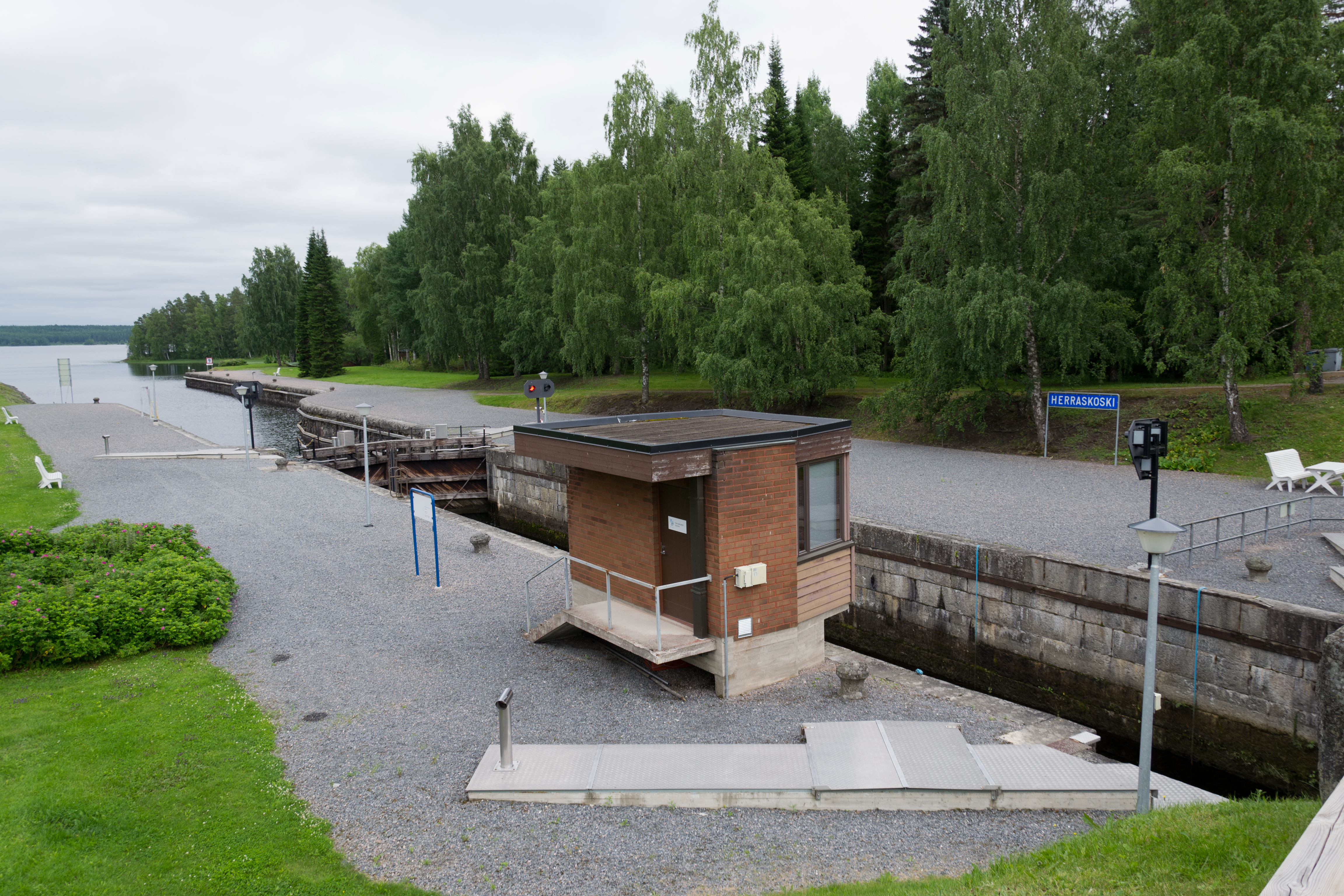
Canal d'Herraskoski.
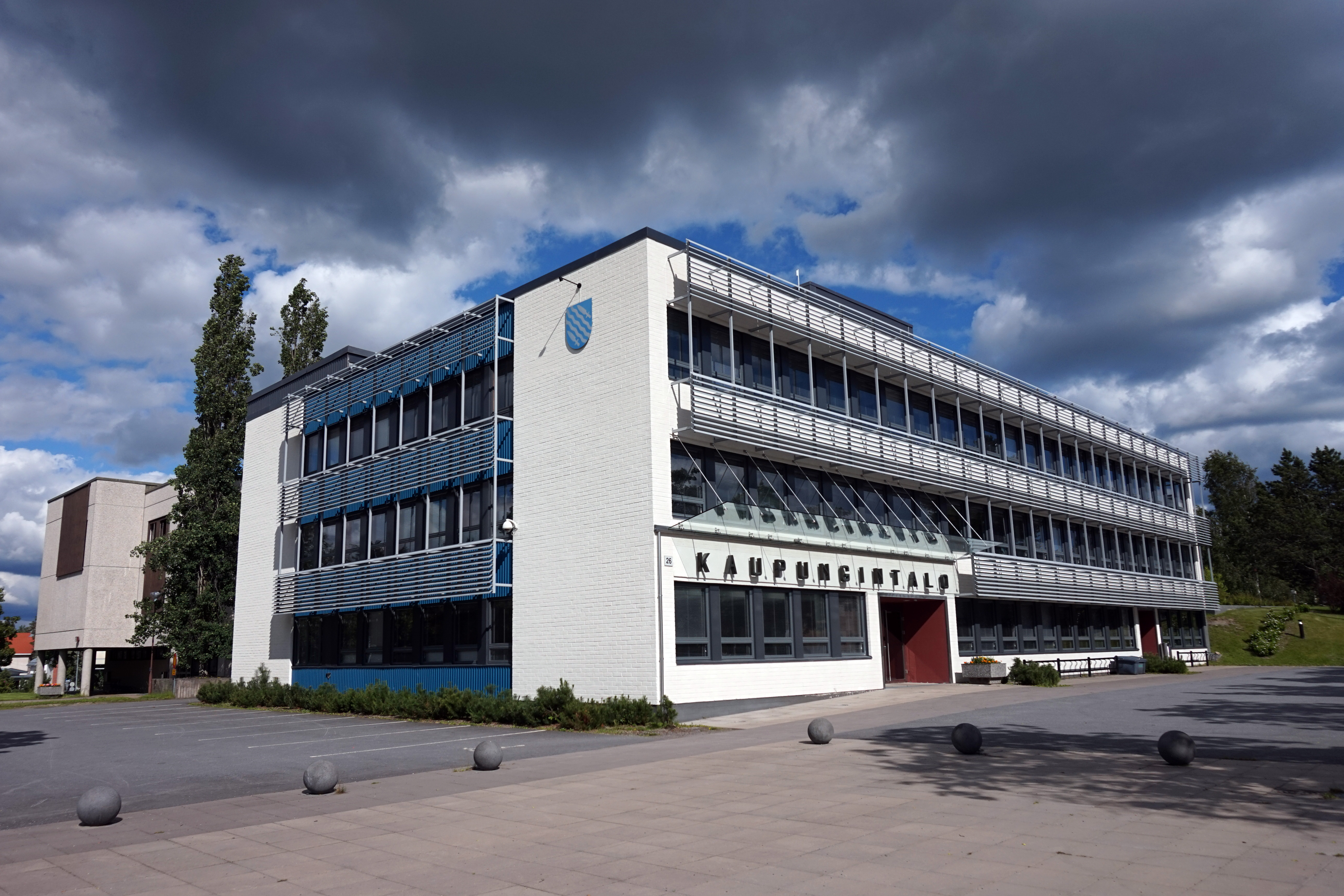
Mairie de Virrat.
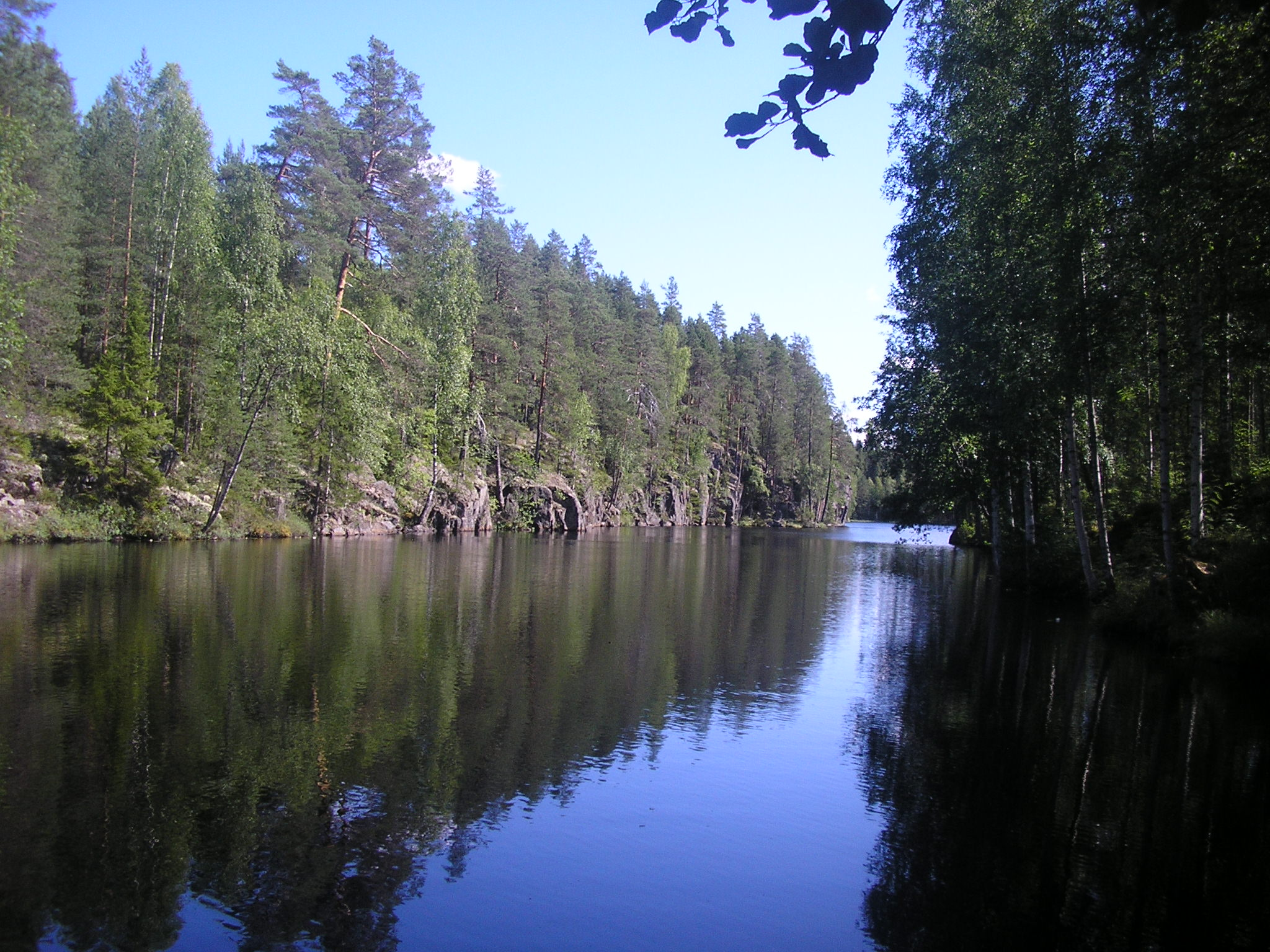
Lac Yläinen-Toriseva.
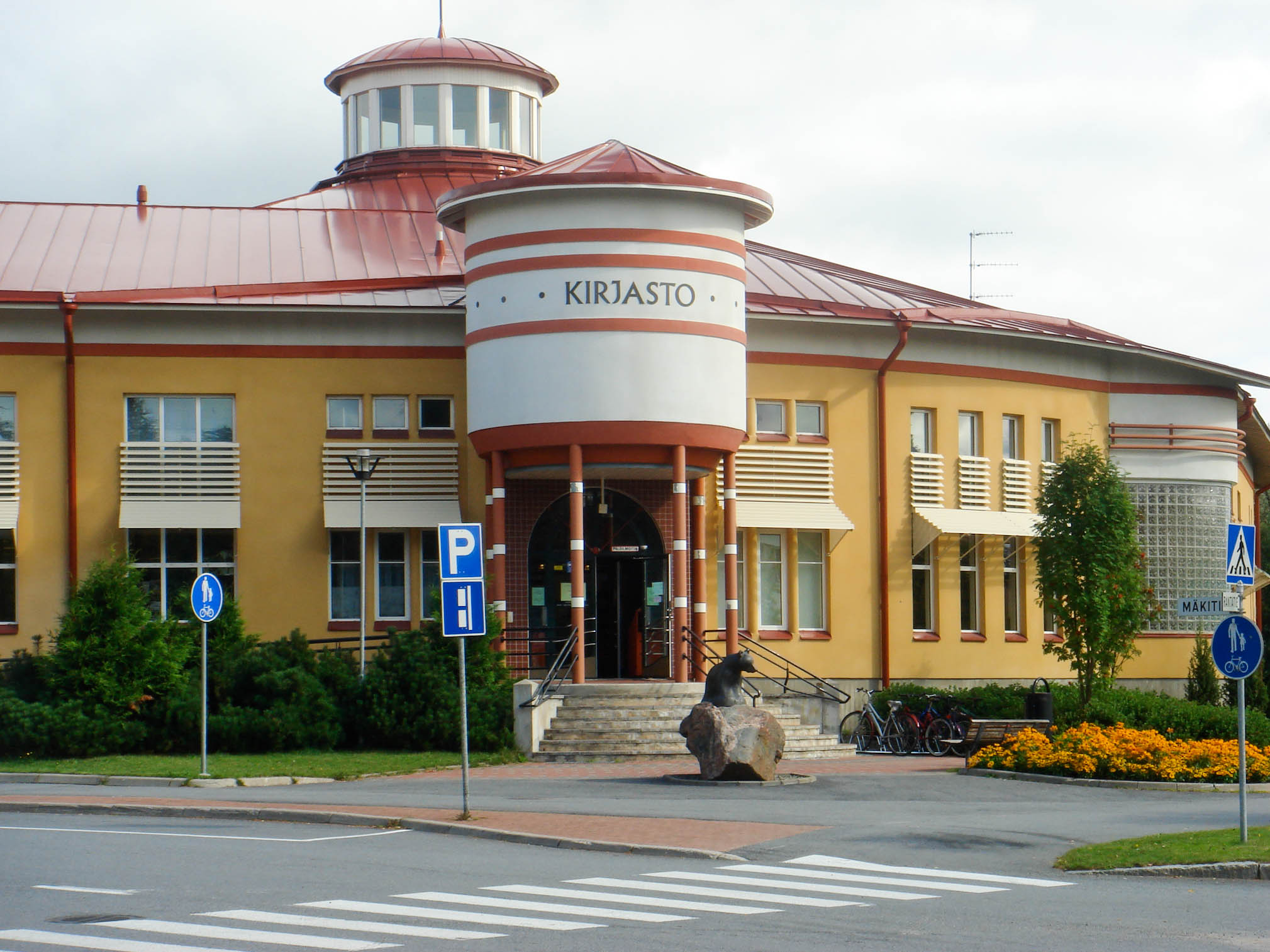
Bibliothèque municipale.
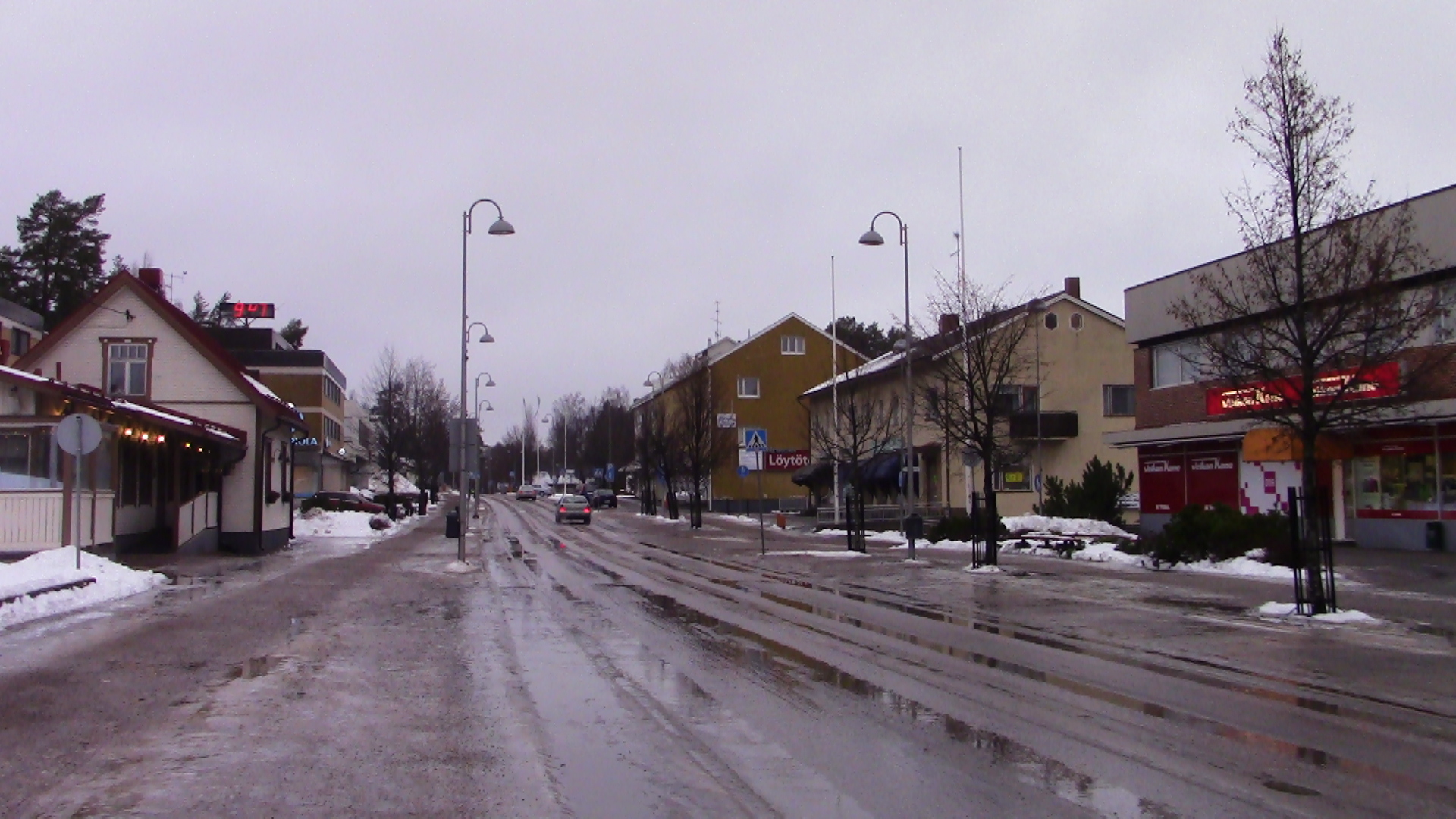
La rue Virtaintie.